# Nel mondo dei miliardi
Nel mondo dei miliardi (American Aristocracy) è un film muto del 1916 diretto da Lloyd Ingraham. Anita Loos potrebbe aver scritto sia il soggetto che la sceneggiatura del film.

## Trama
L'entomologo Cassius Lee, mentre si trova nel Rhode Island, conosce Geraldine Hicks, una ragazza da cui si sente molto attratto. Figlia di un miliardario, Geraldine è corteggiata anche da Percy Peck che assomiglia in maniera impressionante a Cassius al quale chiede di fingere di essere lui. Mentre si fa passare per Percy, Cassius scopre che il latte al malto prodotto da Percy è in realtà polvere da sparo che viene contrabbandato in Messico. Mentre gli uomini di Peck credono di essersi sbarazzati del curioso entomologo, il trafficante rapisce Geraldine e suo padre, portandoli con sé quando parte per il Messico. Cassius riesce a rintracciarli, ingaggiando con la banda una lotta furiosa che finisce quando arrivano le forze armate americane. Cassius, ora, vorrebbe sposare la ragazza, ma il vecchio Hicks non è per niente d'accordo a causa degli scarsi mezzi finanziari di cui dispone il giovanotto. Solo quando Cassius, incidentalmente, fa una scoperta casuale che lo trasforma in un industriale, può aspirare con successo alla mano di Geraldine, ricevendo la benedizione di Hicks.

## Produzione
Il film fu prodotto dalla Fine Arts Film Company.

## Distribuzione
Distribuito dalla Triangle Distributing, il film uscì nelle sale cinematografiche USA il 12 novembre 1916 dopo essere stato presentato in prima il 5 novembre.